# Hoderi
Hoderi ("eldglans") var en fiskare i japansk mytologi. Son till Ninigi och Konohanasakuyahime, bror till Hoori.